# Dompierre-sous-Sanvignes
Dompierre-sous-Sanvignes is een gemeente in het Franse departement Saône-et-Loire (regio Bourgogne-Franche-Comté) en telt 69 inwoners (2009). De plaats maakt deel uit van het arrondissement Charolles.

## Geografie
De oppervlakte van Dompierre-sous-Sanvignes bedraagt 13,3 km², de bevolkingsdichtheid is dus 5,2 inwoners per km².
De onderstaande kaart toont de ligging van Dompierre-sous-Sanvignes met de belangrijkste infrastructuur en aangrenzende gemeenten.

## Demografie
Onderstaande figuur toont het verloop van het inwonertal (bron: INSEE-tellingen).

1. ↑  Populations de référence 2022.